# 胡安·曼努埃爾·比瓦爾迪
胡安· 曼努埃尔·比瓦尔迪（西班牙語：Juan Manuel Vivaldi，1979年7月17日—）生於布宜諾斯艾利斯，是一名阿根廷曲棍球運動員，曾代表國家參加2012年倫敦奧運的男子曲棍球比賽，排名第10。